# Dahszur

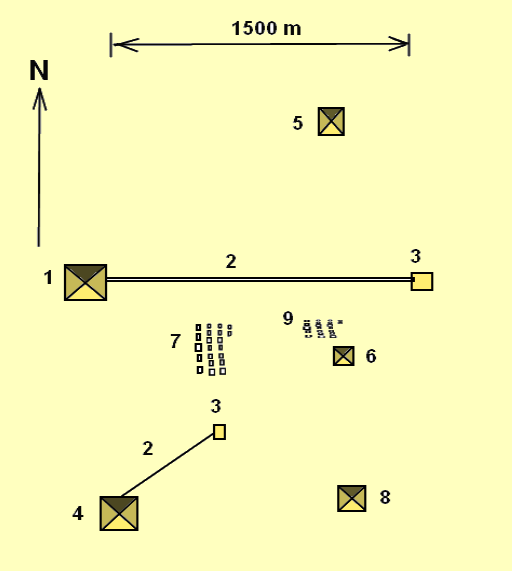
Mapa nekropoli w Dahszur:
1. Czerwona Piramida
2. Rampa
3. Świątynia Dolna
4. Piramida Łamana
5. Piramida Senusereta III
6. Piramida Amenemhata II
7. Mastaby dostojników z IV dynastii
8. Piramida Amenemhata III (tzw. Czarna)
9. Groby z okresu IV dynastii

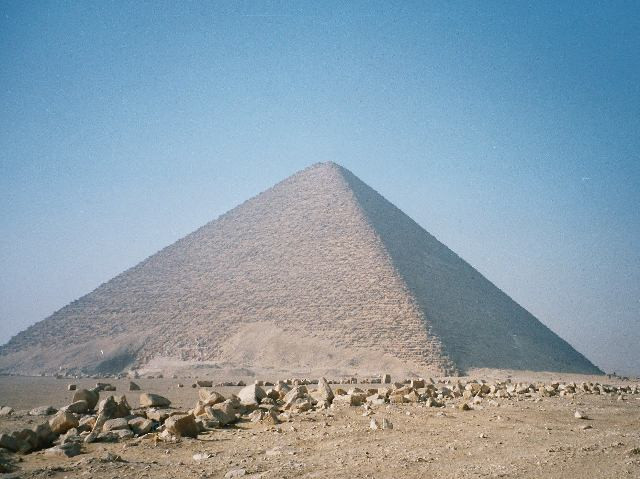
Czerwona Piramida - pierwsza piramida o kształcie ostrosłupa

Dahszur (arab. دهشور) – miejscowość w Egipcie, w muhafazie Giza. W 2006 roku liczyła 14 736 mieszkańców. Znajduje się w niej nekropola staroegipska z okresu Starego i Średniego Państwa, położona około 3 km na południe od nekropoli w Sakkara. Znajduje się na liście światowego dziedzictwa UNESCO.
Zbudowano tu 5 piramid: dwie króla Snofru z IV dynastii, z okresu Starego Państwa (zbudował on jeszcze dwie piramidy w Seila i Meidum), oraz trzy kolejne: Amenemhata II, Senusereta III i Amenemhata III z XII dynastii, z okresu Średniego Państwa. Piramidy owe zbudowane zostały z cegły mułowej jedynie z oblicowaniem wapiennym, co po rozebraniu licówki spowodowało ich niemal całkowity rozpad.
Piramidy Snofru w Dahszur, pod względem wielkości zajmują trzecie i czwarte miejsce po piramidach Cheopsa i Chefrena. Często określa się je mianem: Czerwonej i Łamanej.